# Gazzelle

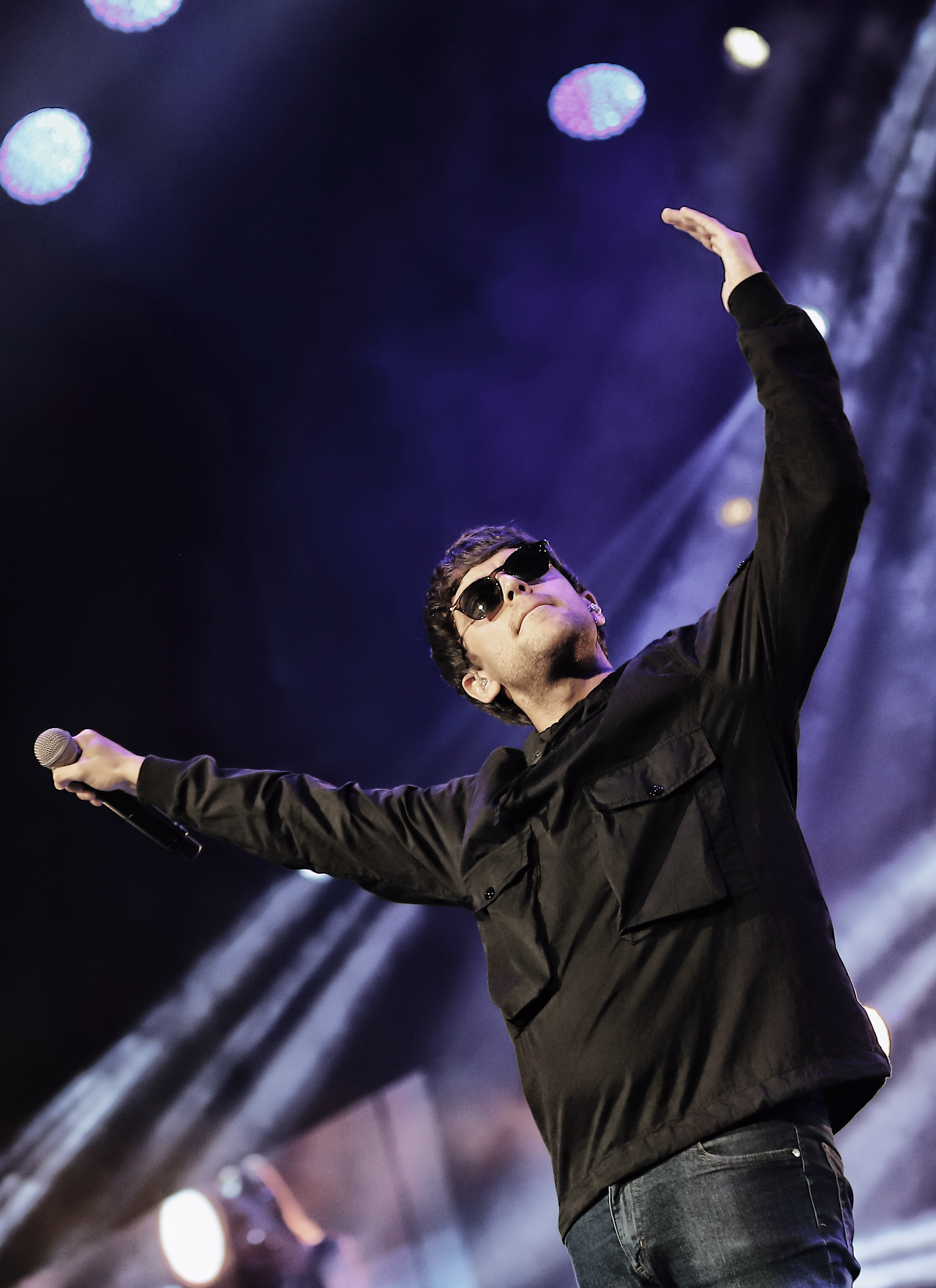
Gazzelle (2019)

Gazzelle (* 7. Dezember 1989 in Rom als Flavio Bruno Pardini) ist ein italienischer Cantautore.

## Werdegang
Gazzelle debütierte Ende 2016 mit der Single Quella te. Zunächst hielt der Musiker seine Identität geheim, erst nach und nach zeigte er sich der Öffentlichkeit. Sein erstes Album Superbattito erschien 2017 beim unabhängigen Label Maciste Dischi und verschaffte ihm große Aufmerksamkeit in der italienischen Indie-Szene. 2018 wurde das Album als Megasuperbattito neu aufgelegt, mit den erfolgreichen Singles Sayonara und Stelle filanti, und erreichte erstmals die Charts. Noch im selben Jahr legte Gazzelle das Album Punk nach, das 2019 als Post Punk neu aufgelegt wurde.
Nach Liveauftritten und der Veröffentlichung des Gedichtbandes Limbo. Pensieri inversi 2019 meldete sich Gazzelle 2021 mit dem Album OK zurück, das die Spitze der italienischen Albumcharts erreichte. 2023 folgte das Album Dentro.

## Diskografie

### Alben
| Jahr | Titel Musiklabel                     | Höchstplatzierung, Gesamtwochen, AuszeichnungChartsChartplatzierungen (Jahr, Titel, Musiklabel, Platzierungen, Wochen, Auszeichnungen, Anmerkungen) | Anmerkungen                                                 | [↑]: gemeinsam behandelt mit vorhergehendem Eintrag; [←]: in beiden Charts platziert |
| Jahr | Titel Musiklabel                     | IT | Anmerkungen                                                 |                                                                                      |
| ---- | ------------------------------------ | --- | ----------------------------------------------------------- | ------------------------------------------------------------------------------------ |
| 2017 | Superbattito Maciste (A1)            | IT13 Platin · (12 Wo.)IT | Erstveröffentlichung: 3. März 2017 Verkäufe: + 50.000       |                                                                                      |
| 2018 | Megasuperbattito Maciste (A1)[IT: ↑] | IT13 Platin · (12 Wo.)IT | Erstveröffentlichung: 2. März 2018                          |                                                                                      |
| 2018 | Punk Maciste (A1)                    | IT9 ×3Dreifachplatin · (221 Wo.)IT | Erstveröffentlichung: 30. November 2018 Verkäufe: + 150.000 |                                                                                      |
| 2019 | Post Punk Maciste (A1)[IT: ↑]        | IT9 ×3Dreifachplatin · (221 Wo.)IT | Erstveröffentlichung: 26. Oktober 2019                      |                                                                                      |
| 2021 | OK Maciste (A1)                      | IT1 ×3Dreifachplatin · (213 Wo.)IT | Erstveröffentlichung: 12. Februar 2021 Verkäufe: + 150.000  |                                                                                      |
| 2023 | Dentro Maciste (A1)                  | IT7 Platin · (62 Wo.)IT | Erstveröffentlichung: 19. Mai 2023 Verkäufe: + 50.000       |                                                                                      |
| 2025 | Indi Maciste (WMG)                   | IT3 Gold · (22 Wo.)IT | Erstveröffentlichung: 24. Januar 2025 Verkäufe: + 25.000    |                                                                                      |

### Singles
| Jahr | Titel Album                           | Höchstplatzierung, Gesamtwochen, AuszeichnungChartplatzierungen (Jahr, Titel, Album, Platzierungen, Wochen, Auszeichnungen, Anmerkungen) | Höchstplatzierung, Gesamtwochen, AuszeichnungChartplatzierungen (Jahr, Titel, Album, Platzierungen, Wochen, Auszeichnungen, Anmerkungen) | Anmerkungen                                                                                  |
| Jahr | Titel Album                           | IT | CH | Anmerkungen                                                                                  |
| --- | ------------------------------------- | --- | --- | -------------------------------------------------------------------------------------------- |
| 2016 | Quella te Superbattito                | IT— GoldIT | — | Erstveröffentlichung: 9. Dezember 2016 Verkäufe: + 25.000                                    |
| 2017 | NMRPM Superbattito                    | IT— GoldIT | — | Erstveröffentlichung: 30. Januar 2017 Verkäufe: + 25.000                                     |
| 2017 | Sayonara Megasuperbattito             | IT— GoldIT | — | Erstveröffentlichung: 26. Juni 2017 Verkäufe: + 25.000                                       |
| 2017 | Nero Megasuperbattito                 | IT— GoldIT | — | Erstveröffentlichung: 26. Oktober 2017 Verkäufe: + 25.000                                    |
| 2017 | Meglio così Megasuperbattito          | IT— GoldIT | — | Erstveröffentlichung: 6. Dezember 2017 Verkäufe: + 25.000                                    |
| 2018 | Martelli Megasuperbattito             | IT16 Gold · (1 Wo.)IT | — | Erstveröffentlichung: 23. Februar 2018 Verkäufe: + 35.000                                    |
| 2018 | Tutta la vita Punk                    | IT59 Gold · (1 Wo.)IT | — | Erstveröffentlichung: 14. September 2018 Verkäufe: + 25.000                                  |
| 2018 | Sopra Punk                            | IT41 ×2Doppelplatin · (14 Wo.)IT | — | Erstveröffentlichung: 12. Oktober 2018 Verkäufe: + 200.000                                   |
| 2018 | Scintille Punk                        | IT62 Platin · (2 Wo.)IT | — | Erstveröffentlichung: 22. November 2018 Verkäufe: + 50.000                                   |
| 2019 | Polynesia Post Punk                   | IT24 Platin · (16 Wo.)IT | — | Erstveröffentlichung: 21. Juni 2019 Verkäufe: + 50.000                                       |
| 2019 | Settembre Post Punk                   | IT14 Gold · (5 Wo.)IT | — | Erstveröffentlichung: 27. September 2019 Verkäufe: + 35.000                                  |
| 2019 | Una canzone che non so Post Punk      | IT25 Platin · (6 Wo.)IT | — | Erstveröffentlichung: 31. Oktober 2019 Verkäufe: + 70.000                                    |
| 2020 | Vita paranoia Post Punk               | IT57 Platin · (1 Wo.)IT | — | Erstveröffentlichung: 17. Januar 2020 Verkäufe: + 70.000                                     |
| 2020 | Ora che ti guardo bene –              | IT11 Platin · (8 Wo.)IT | — | Erstveröffentlichung: 14. April 2020 Verkäufe: + 100.000                                     |
| 2020 | Destri OK                             | IT2 ×6Sechsfachplatin · (… Wo.)IT | — | Erstveröffentlichung: 25. September 2020 Verkäufe: + 600.000                                 |
| 2020 | Lacri-ma OK                           | IT21 Gold · (3 Wo.)IT | — | Erstveröffentlichung: 10. November 2020 Verkäufe: + 35.000                                   |
| 2020 | Scusa OK                              | IT5 Platin · (3 Wo.)IT | — | Erstveröffentlichung: 13. November 2020 Verkäufe: + 100.000                                  |
| 2021 | Belva OK                              | IT8 Gold · (5 Wo.)IT | — | Erstveröffentlichung: 29. Januar 2021 Verkäufe: + 35.000                                     |
| 2021 | Tuttecose OK (Bonus Edition)          | IT16 ×2Doppelplatin · (42 Wo.)IT | — | Erstveröffentlichung: 4. Juni 2021 Verkäufe: + 140.000; mit Mara Sattei                      |
| 2021 | Fottuta canzone OK (Bonus Edition)    | IT21 Gold · (3 Wo.)IT | — | Erstveröffentlichung: 12. November 2021 Verkäufe: + 50.000                                   |
| 2022 | Non lo dire a nessuno Dentro          | IT38 Gold · (2 Wo.)IT | — | Erstveröffentlichung: 18. November 2022 Verkäufe: + 50.000                                   |
| 2023 | IDEM Dentro                           | IT21 Platin · (12 Wo.)IT | — | Erstveröffentlichung: 10. März 2023 Verkäufe: + 100.000                                      |
| 2024 | Tutto qui Indi                        | IT6 ×2Doppelplatin · (19 Wo.)IT | CH84 (1 Wo.)CH | Erstveröffentlichung: 7. Februar 2024 Verkäufe: + 200.000; Beitrag zum Sanremo-Festival 2024 |
| 2024 | Mezzo secondo Indi                    | IT24 Gold · (13 Wo.)IT | — | Erstveröffentlichung: 24. Mai 2024 Verkäufe: + 50.000                                        |
| 2024 | Come il pane Indi                     | IT25 (3 Wo.)IT | — | Erstveröffentlichung: 29. November 2024                                                      |
| 2025 | Noi no Indi                           | IT19 (… Wo.)IT | — | Erstveröffentlichung: 3. Januar 2025                                                         |
| 2025 | Stupido Indi                          | IT75 (1 Wo.)IT | — | Erstveröffentlichung: 9. Mai 2025                                                            |
| Folgende Lieder erschienen nicht als Single, wurden aber durch das Album zum Download und Streaming bereitgestellt und konnten somit eine Platzierung erlangen: |                                       | | |                                                                                              |
| |                                       | | |                                                                                              |
| 2017 | Non sei tu Superbattito               | IT86* ×3Dreifachplatin · (1 Wo.)IT | — | Charteinstieg: 2020 Verkäufe: + 300.000                                                      |
| 2018 | SMPP Punk                             | IT57 Gold · (1 Wo.)IT | — | Verkäufe: + 35.000                                                                           |
| 2018 | Coprimi le spalle Punk                | IT80 Gold · (1 Wo.)IT | — | Verkäufe: + 35.000                                                                           |
| 2018 | Sbatti Punk                           | IT72 Platin · (1 Wo.)IT | — | Verkäufe: + 100.000                                                                          |
| 2021 | Coltellata OK                         | IT4 Platin · (8 Wo.)IT | — | Verkäufe: + 70.000; feat. Tha Supreme                                                        |
| 2021 | 7 OK                                  | IT33 (1 Wo.)IT | — |                                                                                              |
| 2021 | GBTR OK                               | IT37 (1 Wo.)IT | — |                                                                                              |
| 2021 | Però OK                               | IT24 Gold · (2 Wo.)IT | — | Verkäufe: + 50.000                                                                           |
| 2021 | Un po’ come noi OK                    | IT52 (1 Wo.)IT | — |                                                                                              |
| 2021 | Blu OK                                | IT22 (1 Wo.)IT | — |                                                                                              |
| 2021 | OK                                    | IT40 (1 Wo.)IT | — |                                                                                              |
| 2023 | Quello che eravamo prima Dentro       | IT30 Gold · (5 Wo.)IT | — | Verkäufe: + 50.000 mit Thasup                                                                |
| 2023 | Milioni Dentro                        | IT72 Gold · (2 Wo.)IT | — | Verkäufe: + 50.000 mit Fulminacci                                                            |
| 2023 | Flavio Dentro                         | IT63 Gold · (2 Wo.)IT | — | Verkäufe: + 50.000                                                                           |
| 2023 | Roma Dentro                           | IT86 Gold · (1 Wo.)IT | — | Verkäufe: + 50.000 feat. Noyz Narcos                                                         |
| 2025 | Grattacieli meteoriti gli angeli Indi | IT20 (5 Wo.)IT | — |                                                                                              |
| 2025 | Stammi bene Indi                      | IT48 (1 Wo.)IT | — |                                                                                              |
| 2025 | Piango anche io Indi                  | IT69 (1 Wo.)IT | — |                                                                                              |
| 2025 | Non lo sapevo Indi                    | IT87 (1 Wo.)IT | — |                                                                                              |
| 2025 | Da capo a 12 Indi                     | IT90 (1 Wo.)IT | — |                                                                                              |

Weitere Lieder mit Auszeichnungen
- 2018: Punk (IT: Platin)
- 2023: La prima canzone d’amore (IT: Gold)

### Gastbeiträge
| Jahr | Titel Album                      | Höchstplatzierung, Gesamtwochen, AuszeichnungChartsChartplatzierungen (Jahr, Titel, Album, Platzierungen, Wochen, Auszeichnungen, Anmerkungen) | Anmerkungen                                              |
| Jahr | Titel Album                      | IT | Anmerkungen                                              |
| --- | -------------------------------- | --- | -------------------------------------------------------- |
| Folgende Lieder erschienen nicht als Single, wurden aber durch das Album zum Download und Streaming bereitgestellt und konnten somit eine Platzierung erlangen: |                                  | |                                                          |
| |                                  | |                                                          |
| 2016 | Me o le mie canzoni? Taxi Driver | IT15 Platin · (4 Wo.)IT | Verkäufe: + 100.000; Rkomi feat. Gazzelle & Night Skinny |
| 2022 | Notte scura X2                   | IT9 Gold · (3 Wo.)IT | Verkäufe: + 50.000; Sick Luke feat. Gazzelle & Tedua     |
| 2022 | Addio Botox                      | IT33 (2 Wo.)IT | Night Skinny feat. Ernia, Gazzelle, Mahmood & Rkomi      |

Weitere Gastbeiträge
- 2021: Il Meno Possibile (Marco Mengoni feat. Gazzelle, IT: Gold)

## Bibliografie
- Gazzelle: Limbo. Pensieri inversi. Rizzoli, 2019, ISBN 978-8817138789.

## Belege
1. ↑  Alben von Franco126. In: Italiancharts.com. Hung Medien, abgerufen am 23. April 2024.
2. 1 2 3 4 5 6 7 8 9 10 11 12 13 14 15 16 17 18 19 20 21 22 23 24 25 26 27 28 29 30 31 32 33 34 35 36 37 38 39 40 41  Auszeichnungsarchiv. FIMI, abgerufen am 24. Juni 2025.
3. ↑  Chartquellen Singles: Italien. FIMI, abgerufen am 24. Juni 2025 (italienisch). / Schweiz. In: hitparade.ch. Abgerufen am 16. August 2024.
4. ↑  Archivio classifiche Top Singoli. FIMI, abgerufen am 24. Juni 2025 (italienisch).

| Personendaten    | Personendaten                       |
| ---------------- | ----------------------------------- |
| NAME             | Gazzelle                            |
| ALTERNATIVNAMEN  | Pardini, Flavio Bruno (Geburtsname) |
| KURZBESCHREIBUNG | italienischer Cantautore            |
| GEBURTSDATUM     | 7. Dezember 1989                    |
| GEBURTSORT       | Rom                                 |